# 鈴木重義 (左衛門尉)
鈴木 重義（すずき しげよし）は、奈良時代の公卿・神職。穂積重義とも。穂積氏の一族。官位は左衛門尉、従三位・近衛中将。

## 経歴
重義は「紀伊国名草藤白の県主、従三位中将鈴木左衛門尉穂積重義」と称され、勅使として湯浅権太夫玄晴らと熊野神を奉じ、紀伊国から船団を組み陸奥国本吉郡唐桑村細浦に到着し、熊野本宮神を置いた（後の岩手県一関市の室根神社）。重義らは多賀城にいた鎮守府将軍・大野東人らに出迎えを受け、勅書を渡した。このとき、大野東人は白馬17騎の諸郷主を召集してこの神輿を出迎えさせ、鈴木重義、湯浅玄晴ら公卿のために宿所を設けたとされる。
また、鈴木重義に該当する人物は穂積姓藤白鈴木氏の系図になく、鈴木重家の子で陸奥国に住した重義のことであるとも云われる。古館家が後裔を称する。